# آستین فنجان قهوه
آستین فنجان قهوه (انگلیسی: Coffee cup sleeve) همچنین شناخته شده با نام‌های دیگر از جمله، ژاکت فنجان داغ، آستین فنجان داغ یا آستین فنجان، به‌طور معمول ساخته شده از بافت نازک مقوا می‌باشد اما می‌تواند از مواد دیگر هم تولید شود، عمدهٔ کاربرد آن در قهوه‌خانه‌ها و رستوران فست فود است.
این محصول در هنگام استفاده اجازه می‌دهد که لیوان کاغذی داغ قهوه اعم از اینکه یک یا چند عدد باشند به راحتی و بدون سوختن پوست دست حمل شوند، برخی از آستین‌های قهوه دارای تبلیغاتی چاپ شده بر روی خودشان هستند، آستین قهوه اولین بار در سال ۱۹۹۱ توسط جی سورنسن اختراع و در سال ۱۹۹۵ ثبت اختراع گردید و در حال حاضر مورد استفادهٔ قهوه‌خانه‌ها و سایر فروشندگانی است که به تهیه و توزیع قهوه و نوشیدنی‌های گرم در لیوان‌های کاغذی می‌پردازند